# ソッキエーヴェ
ソッキエーヴェ（伊: Socchieve）は、イタリア共和国フリウリ＝ヴェネツィア・ジュリア州ウーディネ県にある、人口約900人の基礎自治体（コムーネ）。

## 名称
標準イタリア語以外では以下の名称を持つ。
- フリウリ語: Soclêf

## 地理

### 位置・広がり

#### 隣接コムーネ
隣接するコムーネは以下の通り。括弧内のPNはポルデノーネ県所属を示す。
- アンペッツォ
- エネモンツォ
- フォルニ・ディ・ソット
- オヴァーロ
- プレオーネ
- ラヴェーオ
- トラモンティ・ディ・ソプラ (PN)
- トラモンティ・ディ・ソット (PN)

### 気候分類・地震分類
ソッキエーヴェにおけるイタリアの気候分類 (it) および度日は、zona F, 3263 GGである。
また、イタリアの地震リスク階級 (it) では、zona 2 (sismicità media) に分類される。

## 行政

### 分離集落
ソッキエーヴェには、以下の分離集落（フラツィオーネ）がある。
- Caprizi, Dilignìdis, Feltrone, Lungis, Mediis (sede municipale), Nonta, Priuso, Viaso